# Poca
Pour le village de Bosnie-Herzégovine, voir Poca (Zenica).
La ville de Poca est située dans le comté de Putnam, dans l’État de Virginie-Occidentale, aux États-Unis. Lors du recensement de 2010, sa population s’élevait à 974 habitants.
Son nom est dérivé de la rivière Pocatalico (en).